# ジョルダン・アマヴィ
ジョルダン・ケヴィン・アマヴィ（Jordan Kevin Amavi、1994年3月9日 - ）は、フランス・トゥーロン出身のプロサッカー選手。スタッド・ブレスト29所属。ポジションは、DF（LSB）。

## 経歴

### クラブ
OGCニースでプロデビュー。
2015年7月、900万ポンドでプレミアリーグのアストン・ヴィラFCに移籍。8月のAFCボーンマス戦で加入後初出場。しかし11月にU-21フランス代表の試合で右前十字靭帯を損傷してしまい、そのままシーズンを終えることになった。
2017年8月10日、オリンピック・マルセイユへレンタル移籍。10月8日、オリンピック・マルセイユへ完全移籍。
2022年1月5日、OGCニースに買取オプション付きのシーズン終了までのレンタル移籍で復帰することが発表された。
2022年9月1日、ヘタフェCFにローン移籍。
2023年8月31日、スタッド・ブレスト29にレンタル移籍。2024年7月31日に完全移籍となった。

### 代表
U-18年代からフランス代表に選出されている。主要大会では2014年にトゥーロン国際大会に参加した。